# Större ani
Större ani (Crotophaga major) är en fågel i familjen gökar inom ordningen gökfåglar.

## Utseende
Anier är udda svarta gökar med långa och slaka stjärtar samt unikt höga och från sidan tillplattade näbbar. Större ani är som namnet avslöjar störst i släktet, med distinkt stirrande gula ögon och fjäderdräkten glänsande i grönt, lila och blått på vingar och stjärt. 

## Utbredning och systematik
Fågeln förekommer från östra Panama och Trinidad till Sydamerika öster om Anderna ner till norra Argentina. Den behandlas som monotypisk, det vill säga att den inte delas in i några underarter.

## Levnadssätt
Större ani hittas uteslutande i låglänta områden i närheten av vatten, gärna lågt i skogsbryn kring långsamt flytande floder och sjöar. Fågeln ses i familjegrupper.

## Status
Arten har ett stort utbredningsområde och beståndet anses vara stabilt. Internationella naturvårdsunionen IUCN listar den därför som livskraftig (LC). Beståndet uppskattas till i storleksordningen en halv miljon till fem miljoner vuxna individer.

## Bilder

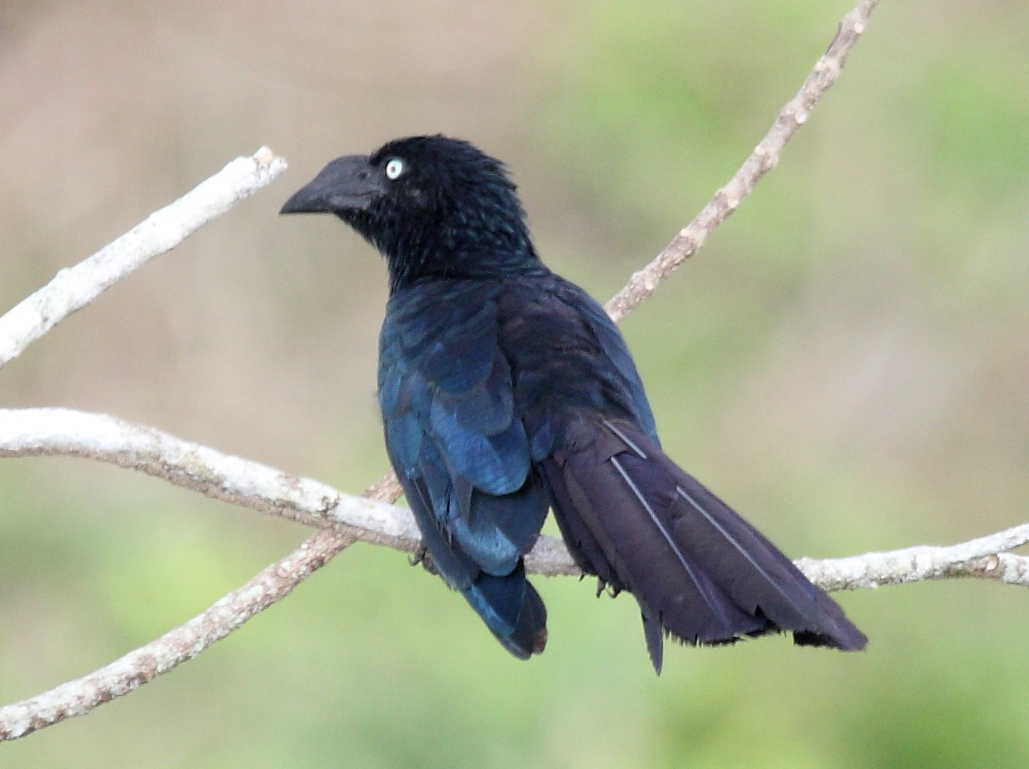
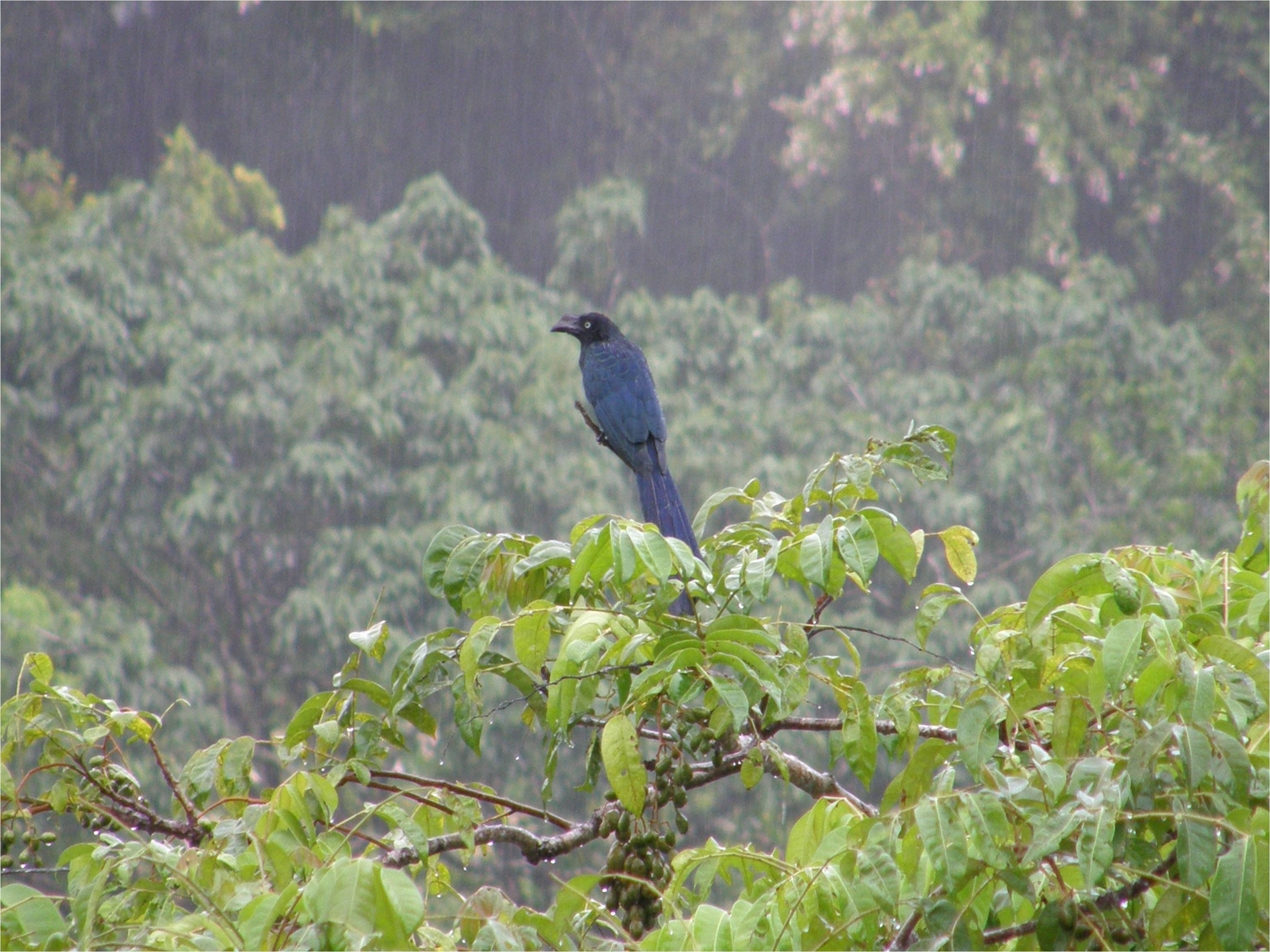